# 華信航空1261號班機事故
華信航空1261號班機是華信航空執飛台北松山往金門尚義機場的例行性航班。2006年12月26日清晨，一架機身註冊編號B-12297的福克100型客機在金門尚義機場執行進場落地停車後，由地面機務人員發現客機左側缺少一個主輪，按流程通報台北松山機場協尋相關零件，並通報交通部民用航空局介入調查，而此次事件並無造成人員傷亡。

## 事發經過
華信航空AE1261號班機在當天清晨六時四十五分執行台北松山機場往金門機上搭載機組人員五人、旅客五十三人，包括休假返金門的軍人、趕往廈門的小三通台商等旅客，於上午七時四十五分平安降落金門。飛機在尚義機場進場停機後，才發現少了一個輪胎，機組人員和旅客五十八人都不知情。
據瞭解，該班機於落地停靠機坪後，由機務人員做巡視時發現一側機輪異常，隨即向金門尚義機場通報，機場方面立即採取緊急應變措施，實施警戒，搜尋輪子的下落，在金門尚義機場遍尋無著，後來才知台北松山機場已找到掉落的機輪。

## 事故調查
經行政院飛航安全委員會的瞭解，發生事故的客機的輪軸並沒有損壞，因此判定是飛安異常事件，而相關的調查權則交由民航局做後續的調查。
而事發後的隔一天(27日)民航局則說明初步判定為「人為疏失」，至於確切原因，還需要調查，民航局會對華信加以處分，也要求華信航空全面檢查飛機，確保飛航安全，民航局進一步指出福克100是屬於比較舊型的飛機，沒有胎壓顯示器，因此飛機輪胎掉了，駕駛員也無法在第一時間知道。
另外，飛機設計2個輪胎用於分擔重量，該航班昨天(26日)是週二的最早航班，沒有處於全載重狀態，如果處於全載重的狀態，那麼後果可能難以想像。
而華信航空表示，掉落的輪胎，前一天晚間才拆下維修，研判維修人員沒有確實將輪胎螺絲拴緊，或是未將輪胎安全插梢插回，以至於輪胎掉落，將會懲處相關失職人員，並將檢討相關的維修流程，以維護飛航安全。